# This Is M.E.
This Is M.E. è il dodicesimo album discografico in studio dell'artista statunitense Melissa Etheridge, pubblicato nel 2014.

## Tracce
1. I Won't Be Alone Tonight – 4:28
2. Take My Number – 3:55
3. A Little Hard Hearted – 3:49
4. Do It Again – 2:59
5. Monster – 3:29
6. Ain't That Bad – 3:12
7. All The Way Home – 4:14
8. Like A Preacher – 4:05
9. Stranger Road – 3:25
10. A Little Bit Of Me – 3:26
11. Who Are You Waiting For – 4:07